# Dieta de Coulaines (843)
La dieta de Coulaines fou una reunió general del regne Franc Occidental celebrada a Coulaine al Maine el setembre del 843. Les incursions del normands a les costes de Bretanya i Aquitània i la revolta dels bretons van obligar a Carles II de França (després conegut com a Carles el Calb) a acostar-se a la tardor del 843 a la frontera de Bretanya per aturar aquests atacs. A començament de setembre va anar de Rennes a Coulaines, al Maine, on va celebrar dieta en la que va dictar una capitular per la reforma de l'estat que era urgent; per aquesta ordenança el rei mantenia a cada poble en l'ús de les seves lleis; les decisions foren aprovades pels senyors i prelats assistents entre els quals el duc Guerí de Provença, comte de Macon, únic esmentat a les actes.